# Elefántcsontpart hadereje
Elefántcsontpart hadereje a szárazföldi erőkből, a légierőből és a haditengerészetből áll.

## Fegyveres erők létszáma
- Aktív: 18 000 fő

## Szárazföldi erők
Létszám
17 000 fő
Állomány
- 1 páncélos zászlóalj
- 3 gyalogos zászlóalj
- 1 tüzér osztály
- 1 műszaki zászlóalj

Felszerelés
- 5 db közepes harckocsi
- 48 db páncélozott harcjármű
- 4 db vontatásos tüzérségi löveg

## Légierő
Létszám
750 fő
Felszerelés
- 5 db harci repülőgép
- 5 db szállító repülőgép
- 7 db helikopter

## Haditengerészet
Létszám
250 fő
Hadihajók
3 db hadihajó